# Fläcksorgbi
Fläcksorgbi (Melecta albifrons) är en biart som först beskrevs av Forster 1771. Fläcksorgbi ingår i släktet sorgbin, och familjen långtungebin. Inga underarter finns listade.

## Beskrivning
Ett relativt stort bi med en längd av 14 till 16 mm och med brungul till blekt brungrå päls från huvudet till första tergiten. Resten av bakkroppen har gles, svart behåring. Tergiterna 2 till 4 har dock filtartade, vitaktiga hårfläckar på sidorna. Melanistiska (helsvarta) former förekommer.

## Ekologi
Fläcksorgbiet är ett snyltbi, och habitaten följer värdarterna som kustområden men även bebyggda områden som trädgårdar och rena stadsmiljöer. Flygtiden varar från april till tidigt i juni, på kontinenten ibland redan från mars till, i alla fall för hanarna, slutet av juni. Arten är polylektisk, den är inte särskilt specialiserad, utan hämtar nektar från ett antal olika familjer, som kransblommiga växter (jordreva, rosmarin, revsuga, vitplister och rödplister), korgblommiga växter (hästhov, maskrosor), rosväxter (apel, körsbär) samt korsblommiga växter (kål), ärtväxter (getväppling och lackviol).

### Fortplantning
Arten är ju ett snyltbi; honan lägger ägg i bon av pälsbin som vårpälsbi, humlepälsbi, Anthophora fulvitarsis, Anthophora salviae, Anthophora biciliata samt Habropoda tarsata (i ett eget släkte). Honan tar sig in i värdbiets bon, biter ett hål i en redan färdig larvcell, och lägger ett ägg där, varefter hon täpper till hålet med en klump lera. När larven kläcks, dödar den värdägget eller -larven, och lever själv av den insamlade näringen.

## Utbredning
Arten finns i stora delar av södra och mellersta Europa, med nordgräns i England, Wales, Danmark och Lettland, sydgräns i Iberiska halvön och Nordafrika (Marocko till Egypten) samt österut till Mellanöstern, Armenien och Iran. Den har länge betraktats som utdöd i Sverige; arten har troligtvis funnits där, åtminstone till 1800-talet, men har i sen tid återinvandrat dit; tidigt i april 2025 upptäcktes tre hanar i Skivarp i Skåne. Svenska Artdatabanken förväntar sig fler fynd i landskapet.